# Berthold Roland (Ratsherr)
Berthold Roland († 1428 in Lübeck) war ein deutscher Kaufmann und Ratsherr der Hansestadt Lübeck.

## Leben
Berthold Roland war Sohn des Lübecker Bürgers Johann Roland. Er gehörte der patrizischen Zirkelgesellschaft an und war Mitglied des Bürgerausschusses der 60er. Er war der letzte Ratsherr, der 1416 noch von den Bürgern in den Neuen Rat gewählt wurde. Er wurde 1416 von dem 1408 vertriebenen, rückkehrenden Alten Rat übernommen. Berthold Roland war 1427 Befehlshaber der Lübecker Flotte. In Testamenten Lübecker Bürger wird er häufiger als Urkundszeuge und als Vormund aufgeführt. Er bewohnte das Haus Breite Straße 12.